# Лехтеря, Теро
Те́ро Ю́хани Ле́хтеря (фин. Tero Juhani Lehterä; род. 21 апреля 1972, Эспоо, Финляндия) — финский хоккеист, бронзовый призёр олимпийских игр 1994 года и золотой медалист чемпионата мира 1995 года. В настоящее время является тренером клуба SaiPa, выступающего в финской лиге.
Финский хоккеист Йори Лехтеря, выступающий за «Филадельфия Флайерз» (с 2017) приходится ему племянником.

## Спортивная карьера
Стал первым финном, успешно выступившим в сезонах 2003—2005 годов за российские «Нефтехимик» и «Торпедо» (Нижний Новгород) в связи с чем главным тренером российской сборной Виктором Тихоновым был внесён в расширенный список кандидатов национальной команды России.